# Lucile Grétry
Pour les articles homonymes, voir Grétry.
Lucile Grétry, née le 15 juillet 1772 à Paris et morte en mars 1790, est une compositrice et musicienne française.

## Biographie
Angélique Dorothée Louise Grétry, dite Lucile Grétry, est la fille du compositeur André Grétry et de son épouse, la pastelliste Jeanne Marie Grandon, fille du peintre Charles Grandon. 
Formée par son père, elle se fait connaître en 1786 grâce au succès de l'opéra Le mariage d'Antonio. 
« La même année, Lucile Grétry voit son opéra Le mariage d'Antonio (1786) reçu à la Comédie-Italienne. Elle n'a alors que quatorze ans. Son deuxième opéra, Toinette et Louis est représenté en 1787, mais il échoue. Lucile meurt de la tuberculose trois ans plus tard, en mars 1790. »

## Œuvres
- Le mariage d'Antonio (1786)
- Toinette et Louis (1787)

## Sources
- Lucile Grétry, Le mariage d'Antonio, edited by Robert Adelson, A-R Éditions, Inc., 2008, pp. ix-x
- Robert Adelson et Jacqueline Letzter, La Harpe virile : Mme de Genlis et la carrière manquée de Casimir Baecker, in Madame de Genlis. Littérature et éducation, sous la direction de François Bessire, Martine Reid, Publications des Universités de Rouen et du Havre, 2008, p. 136
- Theodore Baker et Nicolas Slonimsky, Dictionnaire biographique des musiciens, Paris, Robert Laffont, 1992, vol. A-G, p. 1559
- F. J. Fétis, Biographie universelle des musiciens et bibliographie générale de la musique, 2e éd., Paris, 1963, tome IV, p. 109
- Thierry Levaux, Dictionnaire des compositeurs de Belgique du Moyen Age à nos jours, éd. Art in Belgium, Ohain, 2006, p. 299